# Пісня року
«Пісня року» (рос. Песня года) — телевізійний фестиваль пісні в СРСР, потім у Росії. Вперше проведений у 1971. Із перших років свого існування фестивалю надано значення головної події року у музичному пісенному жанрі (естради, потім поп-музики), яке він зберіг і досі, що підтверджується телевізійними рейтингами.
Протягом року щомісячно проводилися попередні випуски, у грудні проходять телевізійні зйомки фінального концерту, який виходить в ефір на початку січня наступного року. Склад учасників фіналу визначається за розсудом організаторів, які декларують головним критерієм відбору популярність тієї чи іншої пісні або учасника протягом року. Тривалий час виконавці співали під фонограму (за винятком декількох перших фестивалів).

## Українські пісні, що увійшли до фіналів
- Червона рута (71) — Назарій Яремчук, Василь Зінкевич, Володимир Івасюк
- Водограй (72) — Назарій Яремчук
- В таку добу жив на землі (75) — Анатолій Мокренко
- Київський вальс (75) — Анатолій Мокренко
- Дударики (76) — Марія Пахоменко
- Сонячний дощ (76) — Анатолій Мокренко
- Балада про мальви (77, запис не знайдено) — Людмила Артеменко
- Галина-калина (77, зберігся аудіозапис) — Анатолій Мокренко
- Солов'їної ночі (77, зберігся аудіозапис) — Антоніна Мамченко, Світлана Петрова, Алла Шутько
- Мій друг Микола (77, зберігся аудіозапис) — «Кобза»
- Люби мене, не покинь (77, запис не знайдено) — «Кобза»
- Найсвятіше на світі (77, зберігся аудіозапис) — Анатолій Мокренко
- Тільки раз цвіте любов (77, запис не знайдено) — «Світязь»
- Віхола (78) — Анатолій Мокренко
- Ой, летіли дикі гуси (79) — Ніна Матвієнко
- Край, мій рідний край (80) — Софія Ротару
- Осіннє золото (82) — Юрій Богатиков
- Батьківський поріг (82, зберігся аудіозапис) — Юрій Богатиков
- Переведіть мене через майдан (86) — Галина Беседіна
- Зачаровані слова (88) — Надія Шестак
- Коні вороні (90, запис не знайдено) — Людмила Артеменко
- Зона (91) — Лілія Сандулеса

## Українські виконавці, що увійшли до фіналів
- «Смерічка»
- Назарій Яремчук
- Василь Зінкевич
- Ярослав Євдокимов
- Юрій Богатиков
- «Червона рута»
- Софія Ротару
- Анатолій Мокренко
- Євген Мартинов
- Людмила Артеменко
- «Світязь»
- Олександр Ворошила
- Ніна Матвієнко
- Микола Гнатюк
- Людмила Гурченко
- Борис Жайворонок
- Надія Шестак
- Наташа Корольова
- Анатолій Дніпров
- Лілія Сандулеса
- Валерій Дятлов

### Фінали «Пісні року»
- 1971 —  Пісня - 71. Фінал на YouTube
- 1972 —  Пісня - 72. Фінал на YouTube
- 1973 —  Пісня - 73. Фінал на YouTube
- 1974 —  Пісня - 74. Фінал на YouTube
- 1975 —  Пісня - 75. Фінал на YouTube
- 1976 —  Пісня - 76. Фінал на YouTube
- 1977 —  Пісня - 77. Фінал на YouTube
- 1978 —  Пісня - 78. Фінал на YouTube
- 1979 —  Пісня - 79. Фінал на YouTube
- 1980 —  Пісня - 80. Фінал на YouTube
- 1981 —  Пісня - 81. Фінал на YouTube
- 1982 —  Пісня - 82. Фінал на YouTube
- 1983 —  Пісня - 83. Фінал на YouTube
- 1984 —  Пісня - 84. Фінал на YouTube
- 1985 —  Пісня - 85. Фінал на YouTube
- 1986 —  Пісня - 86. Фінал на YouTube
- 1987 —  Пісня - 87. Фінал на YouTube
- 1988 —  Пісня - 88. Фінал. Частина 1 на YouTube
- 1988 —  Пісня - 88. Фінал. Частина 2 на YouTube
- 1989 —  Пісня - 89. Фінал на YouTube
- 1990 —  Пісня - 90. Фінал на YouTube